# バルベリーノ・ディ・ムジェッロ
バルベリーノ・ディ・ムジェッロ（伊: Barberino di Mugello）は、イタリア共和国トスカーナ州フィレンツェ県にある、人口約11,000人の基礎自治体（コムーネ）。

## 地理

### 位置・広がり

#### 隣接コムーネ
隣接するコムーネは以下の通り。括弧内のPOはプラート県、BOはボローニャ県所属を示す。
- カレンツァーノ
- カンタガッロ (PO)
- カスティリオーネ・デイ・ペーポリ (BO)
- フィレンツオーラ
- スカルペリーア・エ・サン・ピエロ
- ヴァイアーノ (PO)
- ヴェルニオ (PO)

### 気候分類・地震分類
バルベリーノ・ディ・ムジェッロにおけるイタリアの気候分類 (it) および度日は、zona E, 2178 GGである。
また、イタリアの地震リスク階級 (it) では、zona 2 (sismicità media) に分類される。

## 行政

### 分離集落
バルベリーノ・ディ・ムジェッロには以下の分離集落（フラツィオーネ）がある。
- Cavallina, Galliano, Montecarelli, Latera

## アクセス
フィレンツェ市内中心部より、フィレンツェとボローニャを結ぶ高速道路「アウトストラーダ A1」で約30分（バルベリーノ出口を利用）。

## 近隣施設
- ムジェッロ・サーキット（車で約20分）
- バルベリーノ・デザイナー・アウトレット

## 姉妹都市
- Betton、フランス
- ラウレンツァーナ、イタリア
- Yraifia、サハラ・アラブ民主共和国
- Torrelodones、スペイン マドリード

## 人物

### 著名な出身者
- ガストネ・ネンチーニ - 自転車競技選手
- ジュリアーノ・ヴァンジ - 彫刻家